# Tangara de Reinhardt
Iridosornis reinhardti
Espèce
Statut de conservation UICN

 LC  : Préoccupation mineure
Le Tangara de Reinhardt (Iridosornis reinhardti) est une espèce de passereaux appartenant à la famille des Thraupidae.

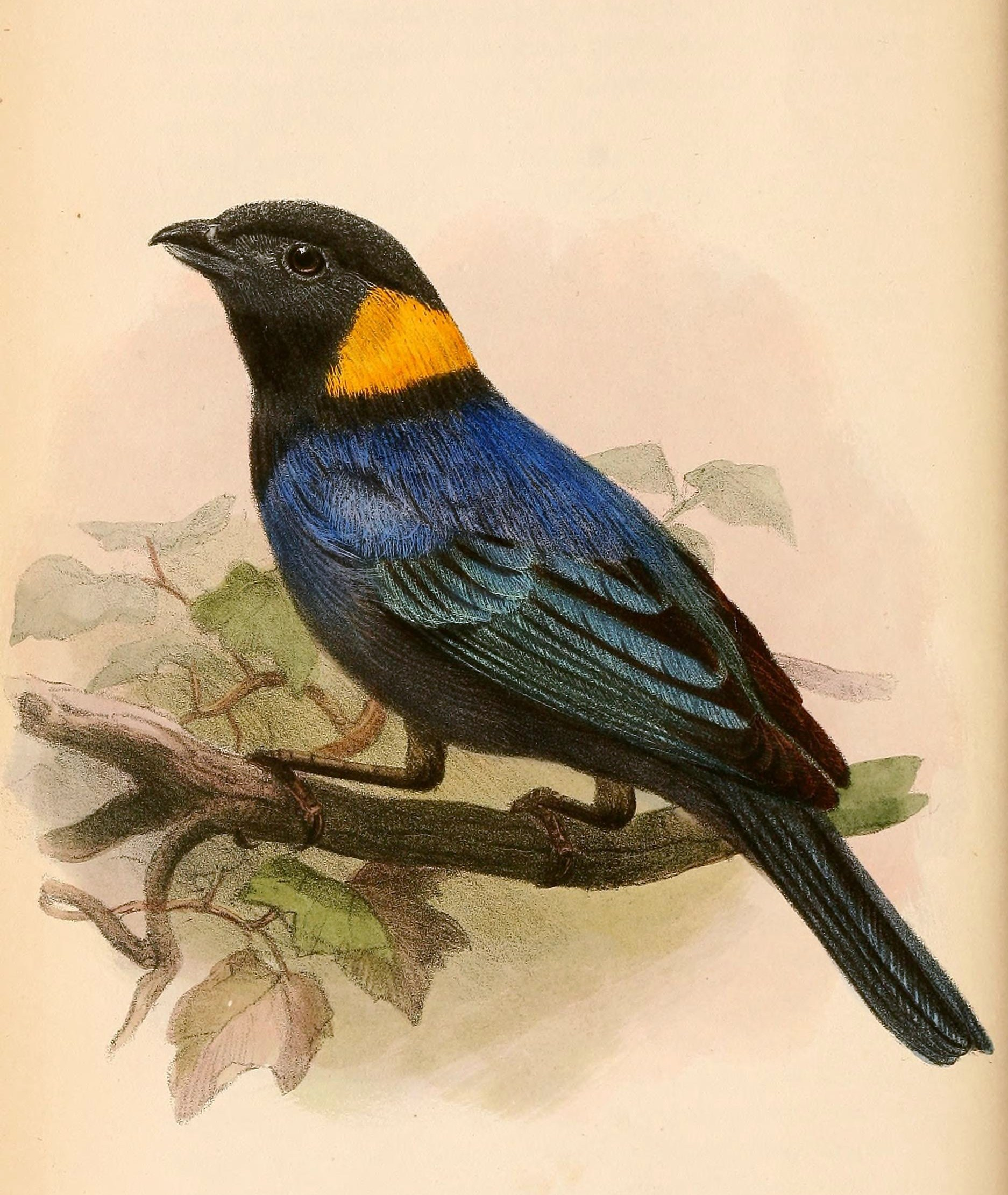